# ولادیمیر لوبانوف
ولادیمیر لوبانوف (روسی: Владимир Владимирович Лобанов؛ ۲۶ دسامبر ۱۹۵۳ – ۲۹ اوت ۲۰۰۷) اسکیت‌باز سرعت اهل روسیه بود.